# Xiao Jiangang
Xiao Jiangang (chiń. 肖建剛; ur. 12 listopada 1972 w Lingui) – chiński sztangista, brązowy medalista igrzysk olimpijskich i złoty medalista mistrzostw świata.

## Kariera
Swój pierwszy medal na arenie międzynarodowej wywalczył podczas igrzysk olimpijskich w Atlancie w 1996 roku, zajmując trzecie miejsce w wadze piórkowej. W zawodach tych wyprzedzili go jedynie Turek Naim Süleymanoğlu i Walerios Leonidis z Grecji. Był to jego jedyny start olimpijski. Ponadto wywalczył złoty medal w tej samej kategorii wagowej na mistrzostwach świata w Chiang Mai w 1997 roku. 